# Michel Tornéus

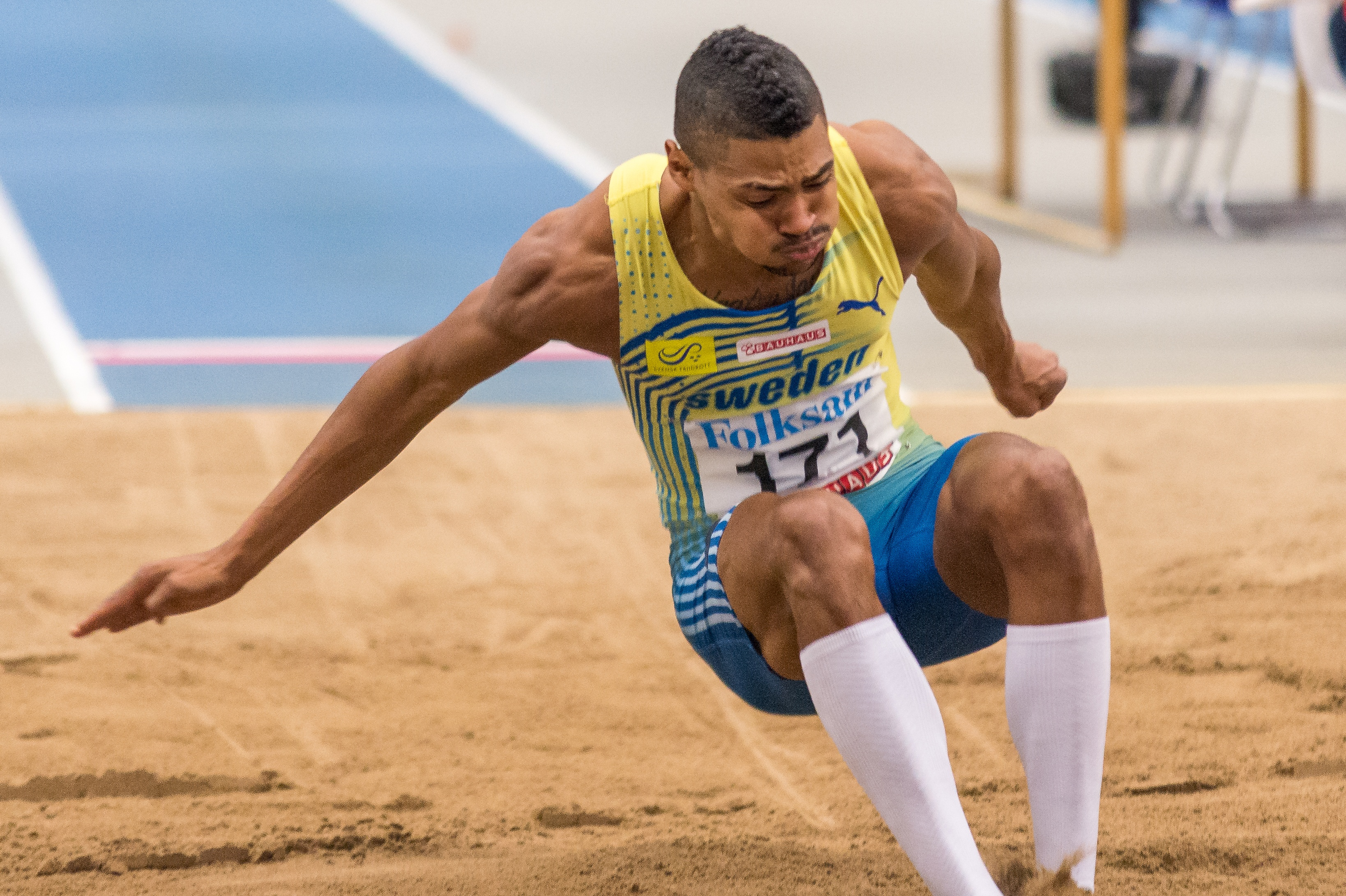
Tornéus tävlar i Nordenkampen 2013 i Telekonsult Arena, Växjö.

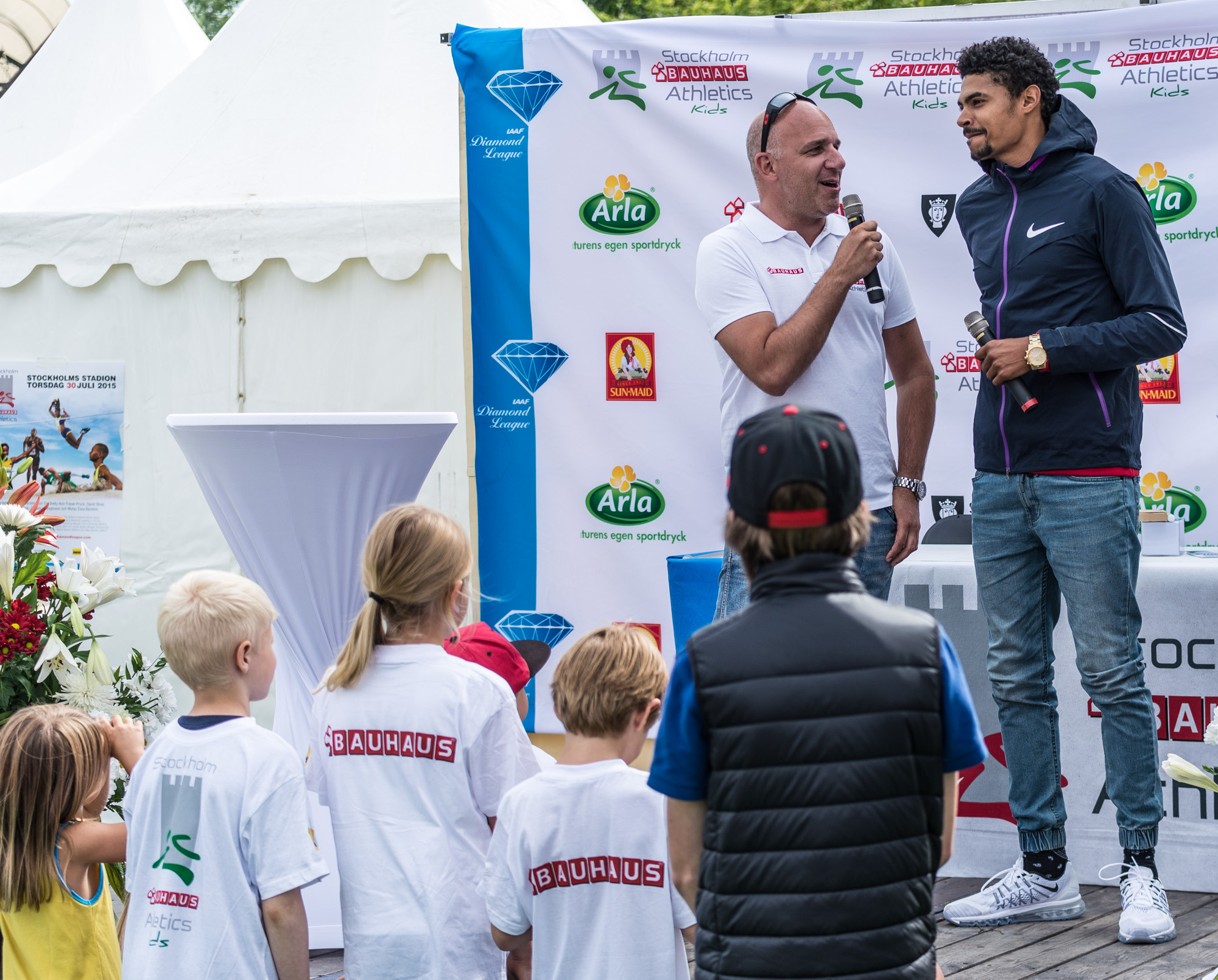
Michel Tornéus i Kungsträdgården i Stockholm i juli 2015 under Bauhaus Athletics Kids dag.

Michel Trésor Komesha Tornéus, född 26 maj 1986 i Botkyrka, är en svensk före detta friidrottare som tävlade i längdhopp för Hammarby IF. Tornéus har det svenska rekordet i längdhopp på 8,44 meter. Fram till och med 2015 hade han nio svenska mästerskapsguld i längdhopp och ett i tresteg.
Efter karriären blev Tornéus Mästarnas mästare 2020, efter en finalseger mot Frida Hansdotter.
2023 deltog han i den tionde säsongen av Hela kändis-Sverige bakar på TV4.

## Biografi
Tornéus far kommer från Kongo-Kinshasa och hans mor från Boden i Norrbottens län. Tornéus slog igenom när han hoppade 7,94 meter 2005 som nittonåring, bara en centimeter från det svenska juniorrekordet. Vid junior-EM i Kaunas i Litauen detta år kom han på fjärde plats med 7,63. Vid U23-EM i Debrecen, Ungern år 2007 blev han tia i finalen på 7,53. Vid inomhus-EM i Turin år 2009 deltog Tornéus men slogs ut i försöken med 7,58. Han deltog även vid VM i Berlin 2009, men blev åter utslagen i försöken, nu med resultatet 7,78.
2010 deltog Tornéus vid inomhus-VM i Doha, Qatar, men blev utslagen i kvalet efter att ha satt säsongsbästa med 7,71. Han tävlade även vid utomhus-EM i Barcelona och kom på en niondeplats med 7,92.
2011 deltog han vid inomhus-EM i Paris. Han gick vidare till finalen och kom där på en sjundeplats med 7,84. År 2011 var han även med vid VM i sydkoreanska Daegu men slogs ut i längdhoppskvalet på 7,65.
Vid 2012 års inomhus-VM i Istanbul blev Tornéus utslagen i längdhoppskvalet med 7,85. Det krävdes 7,89 för att gå till final. Vid EM i Helsingfors i juni 2012 vann hann brons med resultatet 8,17 och han hade ett hopp på cirka 8,50, vilket dock var övertramp. Söndagen den 22 juli 2012 förbättrade Tornéus Mattias Sunneborns 16 år gamla svenska rekord med en centimeter till 8,22 meter. Detta skedde vid tävlingar i finska Kuortane. I OS i London i augusti senare samma sommar hoppade Tornéus 8,11, vilket räckte till en fjärdeplats, endast en centimeter från bronsmedaljen.
Vid XL-galan i Globen tangerade Tornéus den 22 februari 2013 Mattias Sunneborns svenska inomhusrekord då han vann tävlingen med ett hopp på 8,20. Mars samma år tog han silvermedaljen vid längdhoppstävlingen i inomhus-EM i Göteborg, efter att ha slagit svenskt rekord med 8,27 meter i första omgången och sedan förbättrat det till 8,29. Vid VM i Moskva i augusti hoppade han 7,75 i kvalet och tog sig inte vidare till final.
I mars 2014 vann Tornéus brons vid inomhus-VM i polska Sopot. Han hoppade i tävlingen 8,21 meter. I augusti tävlade han vid EM i Zürich och kom där femma med ett hopp på 8,07.
Under inomhus-EM 2015 i Prag vann Tornéus guld i längdhopp med ett hopp på 8,30 och förbättrade då även sitt eget svenska rekord från 2013 med en cm till 8,30. Vid sommarens VM i Peking i augusti lyckades inte Tornéus ta sig vidare till final utan slogs ut i kvalet efter tre övertramp.
Tornéus tävlade vid EM i Amsterdam 2016 där han hoppade längst i kvalet med 8,19 och sedan i finalen den 7 juli tog silver med ett säsongsbästa på 8,21. Den 10 juli 2016 förbättrade han sitt svenska rekord ytterligare med ett hopp på 8,44 meter under tävlingar i spanska Sierra Nevada vilket också gjorde att han kvalificerade sig för deltagande vid de kommande olympiska spelen. Men han misslyckades i OS 2016, där han med 7,65 i försöken inte gick vidare till final (för detta krävdes 7,85).
Vid VM 2017 i London gick Tornéus vidare i kvalet efter att ha klarat kvalgränsen 8,05 redan i första hoppet som var på 8,07. I finalen förbättrade han sig till 8,17 m vilket räckte till en åttonde plats.

## Utmärkelser
Tornéus belönades 2011 med Stora grabbars och tjejers märke nummer 516.

## Personliga rekord

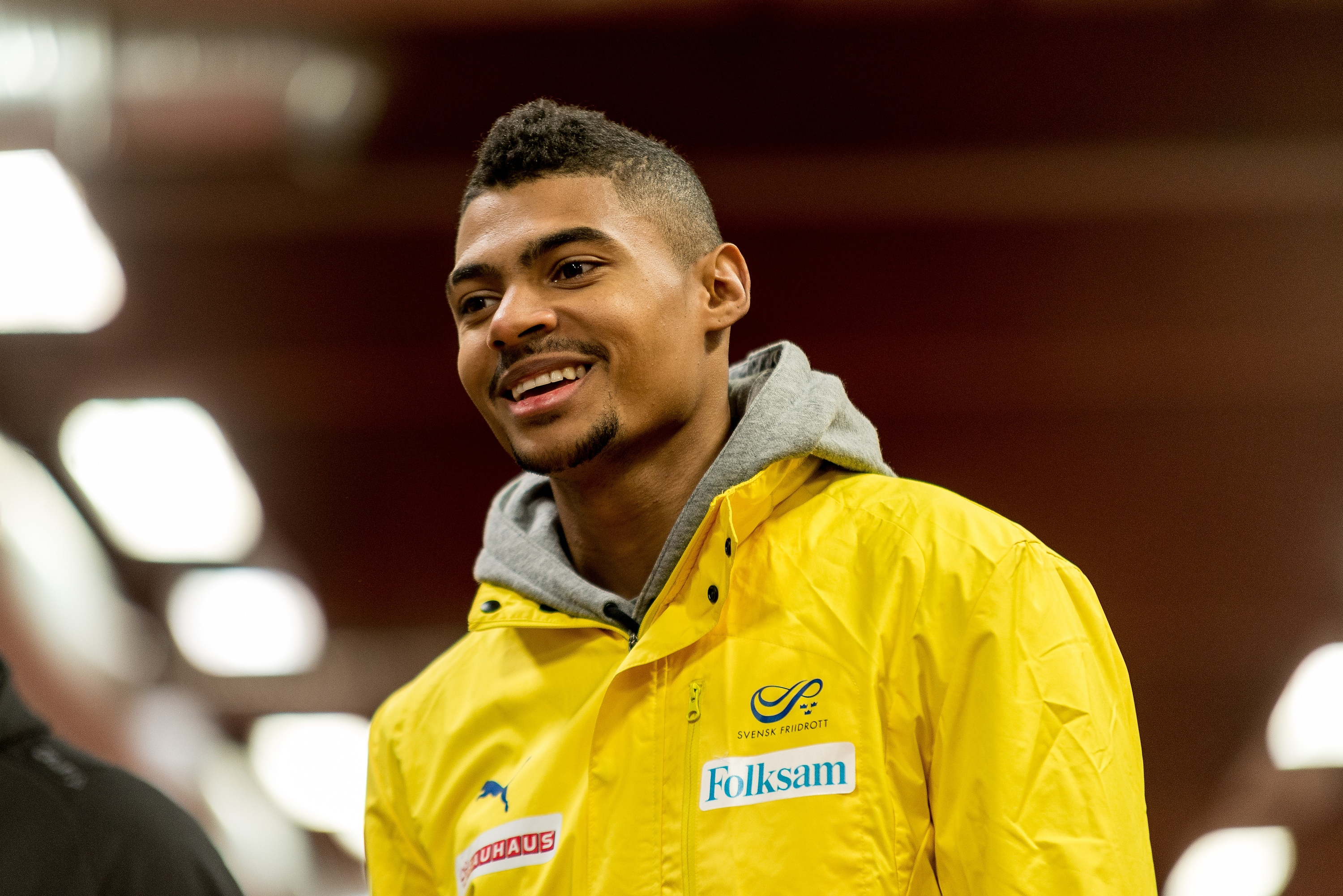
Tornéus 2013.

| Gren              | Resultat | Vind | Stad                | Datum      | Rekord         | Tävling         |
| ----------------- | -------- | ---- | ------------------- | ---------- | -------------- | --------------- |
| 60 meter inomhus  | 6.93     |      | Göteborg, Sverige   | 04.02.2012 |                |                 |
| 100 meter         | 10.71    | -0,7 | Göteborg, Sverige   | 09.07.2011 |                |                 |
| Längdhopp         | 8,44     | +1,8 | Monachil, Spanien   | 10.07.2016 | Svenskt rekord |                 |
| Längdhopp inomhus | 8,30     |      | Prag, Tjeckien      | 06.03.2015 | Svenskt rekord | inomhus-EM 2015 |
| Tresteg           | 16,10    | -0,9 | Sollentuna, Sverige | 28.08.2016 |                |                 |

## Meriter (urval)
| År   | Tävling                   | Plats       | Placering | Resultat |
| ---- | ------------------------- | ----------- | --------- | -------- |
| 2004 | ISM                       | Göteborg    | 7         | 7,18     |
| 2004 | SM                        | Karlstad    | 7         | 7,25     |
| 2005 | ISM                       | Malmö       | 2         | 7,47     |
| 2005 | Världsungdomsspelen       | Göteborg    | 1         | 7,94     |
| 2005 | Junior-EM                 | Kaunas      | 4         | 7,64     |
| 2005 | SM                        | Helsingborg | 1         | 7.81     |
| 2005 | Finnkampen                | Göteborg    | 5         | 7,48     |
| 2007 | SM                        | Eskilstuna  | 1         | 7,85     |
| 2007 | Finnkampen                | Göteborg    | 5         | 7,59     |
| 2008 | ISM                       | Malmö       | 1         | 7,54     |
| 2008 | Europacupen               | Istanbul    | 3         | 7,83     |
| 2008 | SM                        | Västerås    | 1         | 7.77     |
| 2008 | Finnkampen                | Helsingfors | 3         | 7,76     |
| 2009 | Aviva International Match | Glasgow     | 1         | 7,95 PB  |
| 2009 | GE-Galan                  | Stockholm   | 2         | 7,87     |
| 2009 | Inomhus-EM                | Turin       | 17        | 7,58     |
| 2009 | Världsungdomsspelen       | Göteborg    | 1         | 8,11 PB  |

## Stilstudie
Stilstudie från Finnkampen på Stockholms stadion den 25 augusti 2019 då Michel Tornéus gjorde sin sista landskamp. 

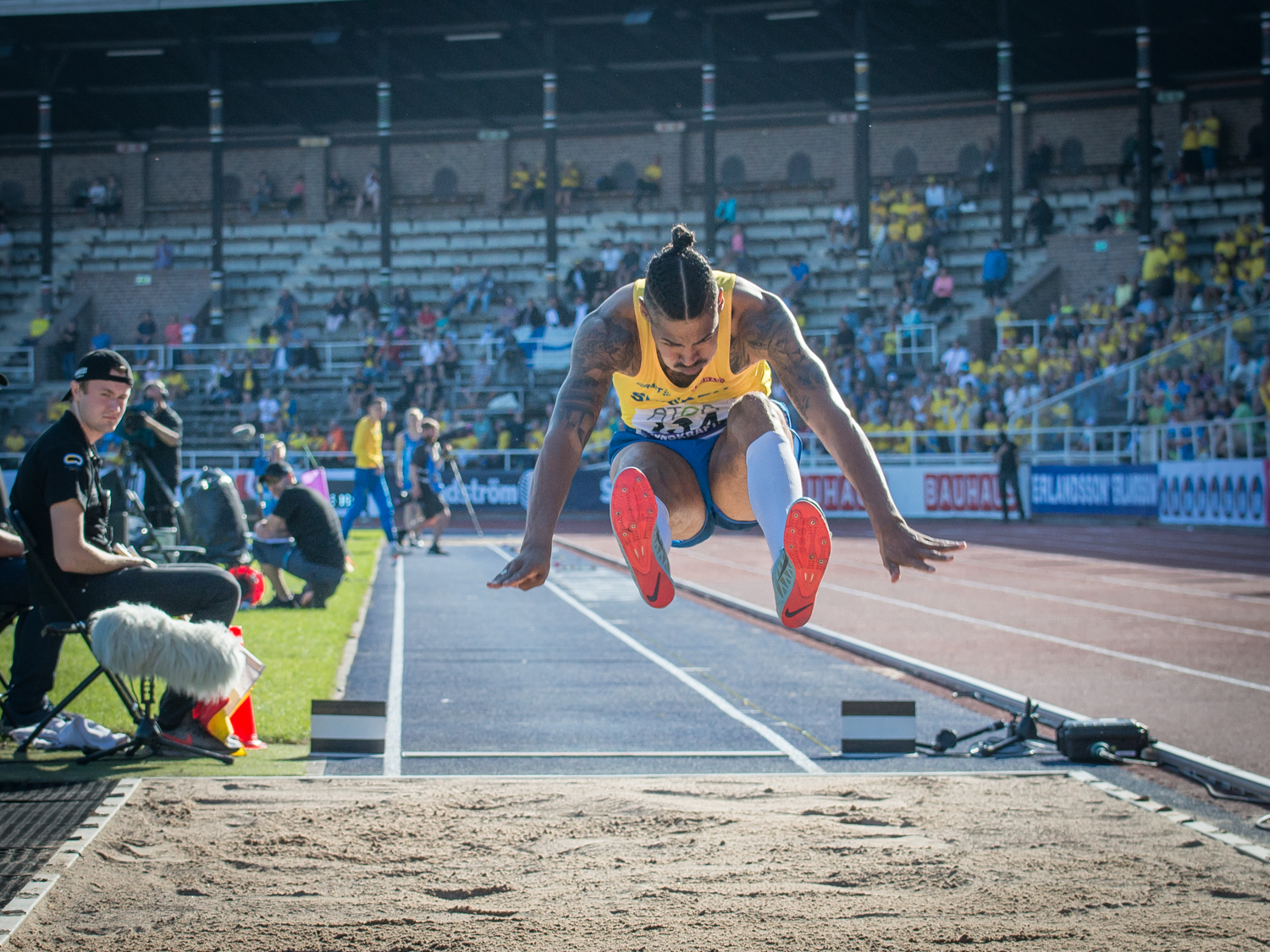
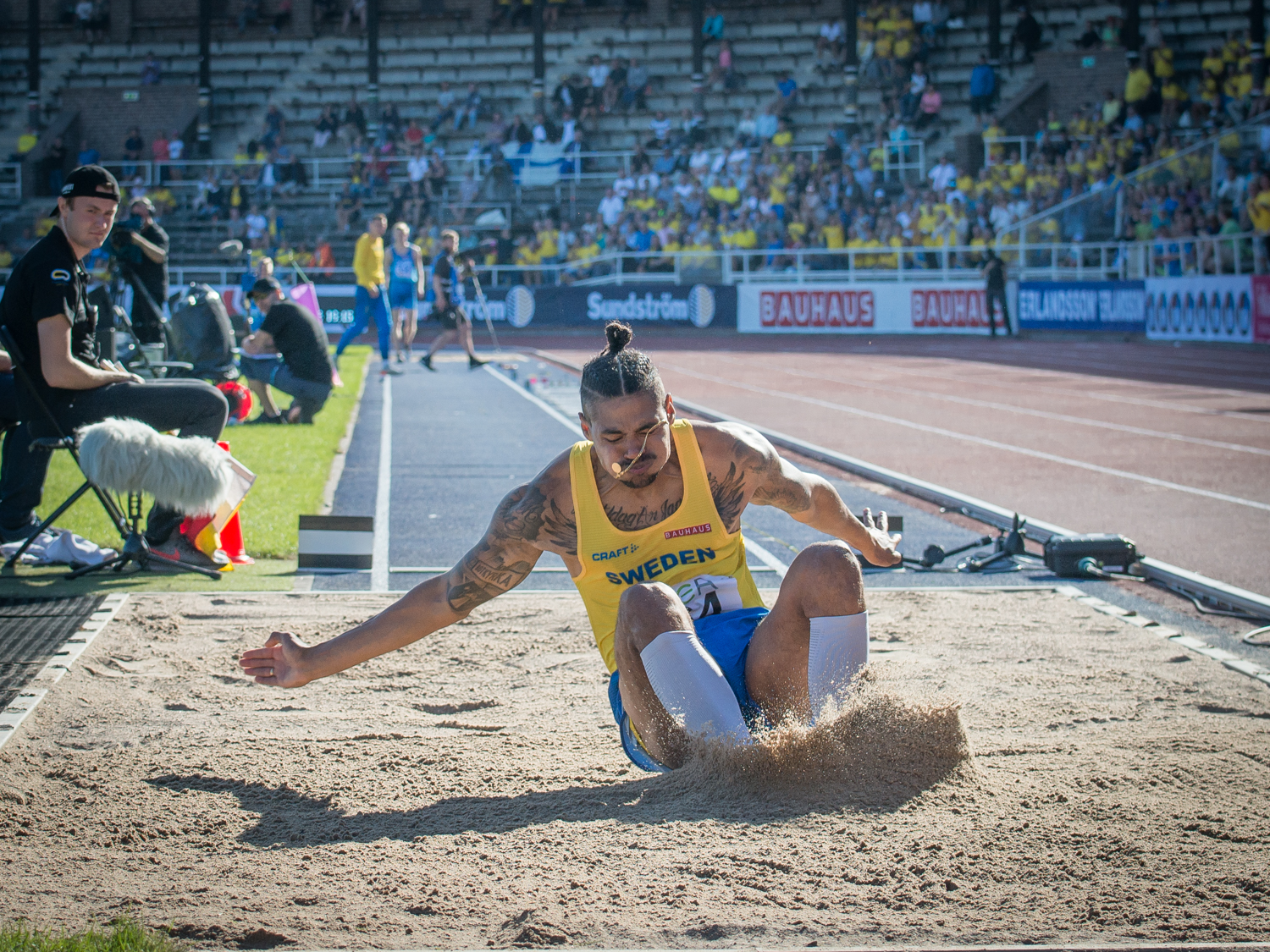
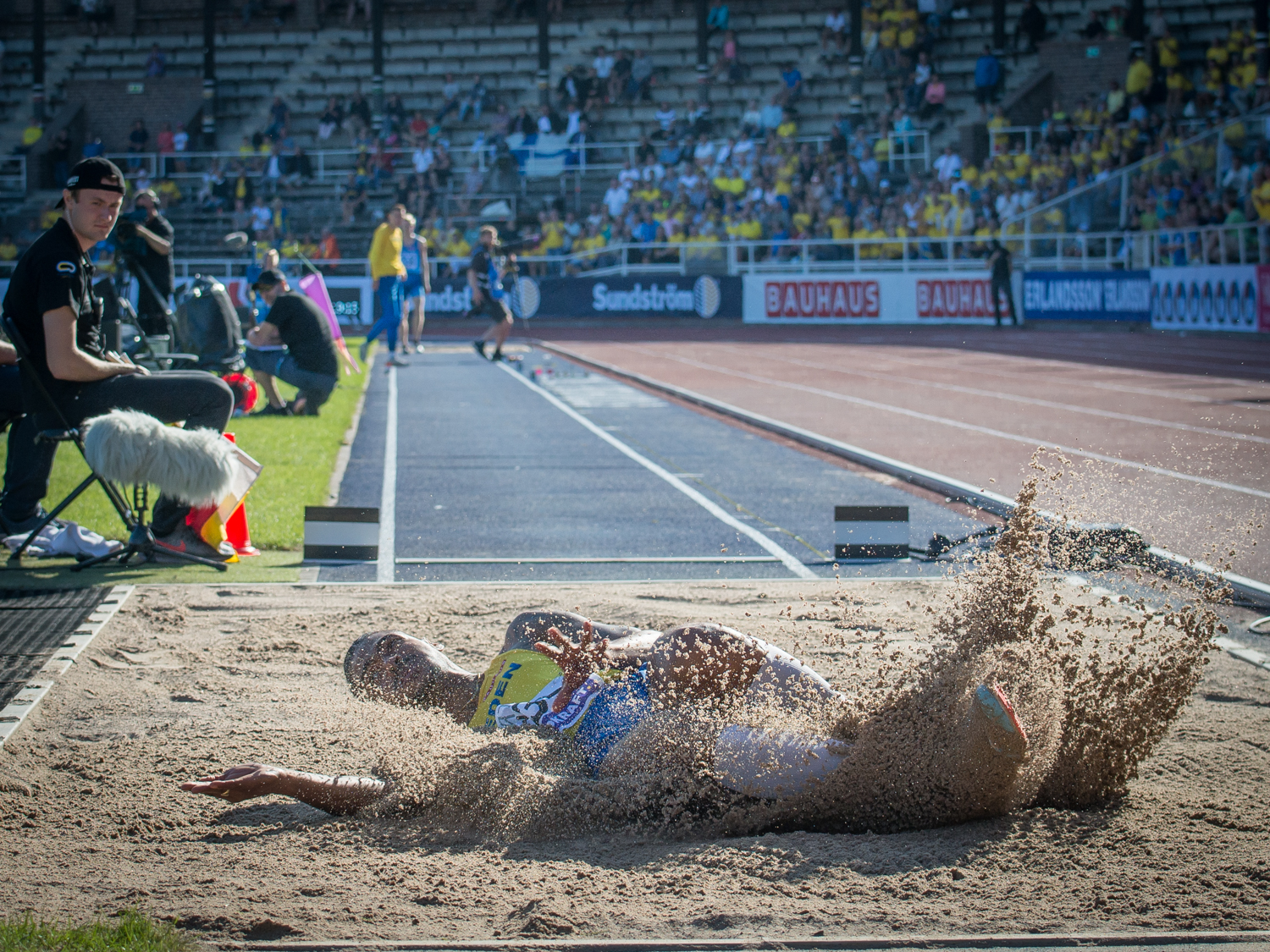